# Fram Reykjavik (handball)
La section handball du Fram Reykjavik est un club de handball situé à Reykjavik en Islande.

## Palmarès

### Section masculine
- Championnat d'Islande (10) : 1950, 1962, 1963, 1964, 1966, 1967, 1970, 1972, 2006, 2013
- Coupe d'Islande (1) : 2000
- Coupe de la Ligue (1) : 2008

### Section féminine
- Championnat d'Islande (23) : 1950, 1951, 1952, 1953, 1954, 1970, 1974, 1976, 1977, 1978, 1979, 1980, 1984, 1985, 1986, 1987, 1988, 1989, 1990, 2013, 2017, 2018, 2022
- Coupe d'Islande (14) : 1978, 1979, 1980, 1982, 1984, 1985, 1986, 1987, 1990, 1991, 1995, 1999, 2010, 2011
- Coupe de la Ligue (2) : 2010, 2013

## Personnalités liées au club
- Guðmundur Guðmundsson : entraîneur de 1995 à 1999 et de 2005 à 2007
- Rúnar Kárason : joueur de 1994 à 2009
- Karen Knútsdóttir : joueuse de 2007 à 2011